# ستان توماس (لاعب كرة قدم أمريكية)
ستان توماس (بالإنجليزية: Stan Thomas)‏ هو لاعب كرة قدم أمريكية أمريكي، ولد في 28 أكتوبر 1968 في إل سنترو في الولايات المتحدة.

## وصلات خارجية
- جو توماس على موقع مرجع كرة القدم المحترفة.كوم (الإنجليزية)